# Kritsanapol Booncharee
Kritsanapol Booncharee (thailändisch กฤษณพล บุญชารี; * 26. März 2001) ist ein thailändischer Fußballspieler.

## Karriere

### Verein
Kritsanapol Booncharee erlernte das Fußballspielen in der Jugend von Bangkok United. Am 1. Januar 2020 unterschrieb er hier auch seinen ersten Vertrag. Der Verein aus der Hauptstadt Bangkok spielte in der ersten Liga. Von Mitte Dezember 2021 bis Saisonende wurde er an den Drittligisten Krabi FC ausgeliehen. Am Ende der Saison feierte er mit dem Verein die Meisterschaft der  Southern Region sowie den Aufstieg in die zweite Liga. Nach dem Aufstieg kehrte er nach Bangkok zurück. Die Saison 2022/23 spielte er auf Leihbasis beim Drittligisten Samut Prakan FC. Mit dem Verein aus Samut Prakan spielte er 18-mal in der Bangkok Metropolitan Region der Liga. Der Ayutthaya United FC, ein Zweitligist aus Ayutthaya (Stadt)Ayutthaya lieh ihn zu Beginn der Saison 2023/24 aus. Sein Zweitligadebüt gab Booncharee am 23. September 2023 (6. Spieltag) im Auswärtsspiel gegen den Chainat Hornbill FC. Bei dem 5:1-Auswärtserfolg wurde er in der 69. Minute für den Brasilianer André Luís Leite eingewechselt. Am Ende der Saison 2023/24 belegte er mit dem Klub den sechsten Tabellenplatz und qualifizierte sich somit für die Aufstiegsspiele zur ersten Liga. Hier konnte man sich jedoch nicht durchsetzen. Am Ende der Saison 2024/25 feierte er mit Ayutthaya die Vizemeisterschaft der zweiten Liga sowie den Aufstieg in die erste Liga.

### Nationalmannschaft
Kritsanapol Booncharee spielte 2019 dreimal in der thailändischen U18-Nationalmannschaft.

## Erfolge
Krabi FC
- Thai League 3 – South: 2021/22  ▲

Ayutthaya United FC
- Thailändischer Zweitligavizemeister: 2024/25  ▲